# Gararu
Gararu est une ville brésilienne du nord de l'État du Sergipe.

## Géographie
Gararu se situe par une latitude de 09° 58′ 03″ sud et par une longitude de 37° 05′ 00″ ouest, à une altitude de 16 mètres.
Sa population était de 11 606 habitants au recensement de 2007. La municipalité s'étend sur 645 km2.
Elle fait partie de la microrégion du Sertão du São Francisco, dans la mésorégion du Sertão du Sergipe.